# روزهای میدوری
روزهای میدوری (ژاپنی: 美鳥の日々 هپبورن: Midori no Hibi) یک مجموعه شونن مانگا ژاپنی نوشتهٔ کازورُئو اینوئه است. میدوری از سپتامبر ۲۰۰۲ تا ژوئیه ۲۰۰۴ توسط انتشارات شوگاکوکان در هفته‌نامه شونن ساندی به چاپ می‌رسید، و فصل‌های آن در ۸ جلد تانکوبون جمع‌آوری شده‌اند. همچنین بر پایه نسخه مانگا یک مجموعه تلویزیونی انیمه سیزده قسمتی نیز به کارگردانی سونیو کوبایاشی توسط استودیوی پیرو دستمایه اقتباس قرار گرفت که بین آوریل و ژوئن سال ۲۰۰۴ از شبکه انیماکس در ژاپن پخش گردید.

## داستان
ساوامورا سیجی که همچنین با نام «مد داگ ساوامورا» به خاطره سبک مبارزه خشن و مشت دست راست خود معروف است، یکی از خلافکارترین دانش آموزان مدرسه خود بود. او توانایی انجام هر کاری را داشت به غیر از پیدا کردن دوست دختر برای خود. در یکی از روزها هنگامی که داشت تصور می‌کرد که اگر دست راستش تا آخر عمر او دوست دختر او باشد، یک اتفاق غیرعادی رخ داد. هنگامی که او از خواب بیدار شد به جای دست راست خود یک دختر جوان به نام میدوری را دید. او بسیار زیبا و خجالتی بود و زمان درازی به طور مخفیانه عاشق ساوامورا بود.

## شخصیت‌ها
- ساوامورا سیجی (به ژاپنی: 沢村 正治 Sawamura Seiji) شخصیت اصلی داستان یک پسر ۱۷ ساله که همه در مدرسه بخاطر سبک مبارزه از او می‌ترسند. او تا به حال هیچ دوست دختری نداشته است و بسیار به داشتن آن علاقه دارد اما هیچ وقت در این کار موفق نمی‌شد. در یکی از روزها هنگامی که داشت تصور می‌کرد که اگر دست راستش تا آخر عمر او دوست دختر او باشد، وقتی از خواب بیدار شد به جای دست راست خود یک دختر جوان به نام میدوری کاسوگانو را دید که به مدت سه سال به طور مخفیانه عاشق او بود.[۶]
- میدوری کاسوگانو (به ژاپنی: 春日野 美鳥 Kasugano Midori) شخصیت اصلی مونث داستان، یک دختر ۱۶ ساله که جایگزین دست راست سیجی شده است. بدن واقعی میدوری در کما به سر می‌برد و مادرش تمام تلاش خود را برای بهوش آوردن او انجام می‌دهد.
- تاکاکو آیاسه (به ژاپنی: 綾瀬 貴子 Ayase Takako) یکی از همکلاسی‌های سیجی که در ابتدا از او تنفر داشت، اما بعد از اینکه سیجی او را از دست یک گروه خلافکار نجات داد به او علاقه‌مند شد.
- ساوامورا رین (به ژاپنی: 沢村 凛 Sawamura Rin) خواهر بزرگ و بسیار خشن سیجی که رهبر یک گروه خلافکار خیابانی بود. خوردن مشروب، کتک زدن و گرفتن پول از سیجی از سرگرمی‌های او به‌شمار می‌رود.